# چویونچی-چوپانوو
چویونچی-چوپانوو (انگلیسی: Chuyunchi-Chupanovo) یک شهرک در شهرستان زیلایرسکی استان باشقیرستان کشور روسیه است.